# Butyriboletus pulchriceps
Butyriboletus pulchriceps es una especie de hongo en la familia Boletaceae. Es nativo de América del Norte. Fue descrito inicialmente en el 2000 y asignado en el género Boletus, pero en el 2015 fue transferido a  Butyriboletus.